# Montsuzain
Montsuzain település Franciaországban, Aube megyében. Lakosainak száma 396 fő (2022. január 1.). Montsuzain Aubeterre, Chapelle-Vallon, Charmont-sous-Barbuise, Chaudrey, Ortillon és Voué községekkel határos.

## Népesség
A település népessége az elmúlt években az alábbi módon változott:
| Lakosok száma | 226  | 241  | 284  | 329  | 401  | 408  | 409  | 407  | 405  | 396  |
|               | 1968 | 1982 | 1990 | 2006 | 2013 | 2015 | 2017 | 2019 | 2020 | 2022 |